# Britteny Cox
Britteny Cox (Wodonga, 29 september 1994) is een Australische freestyleskiester. Ze vertegenwoordigde haar vaderland op de Olympische Winterspelen 2010 in Vancouver, op de Olympische Winterspelen 2014 in Sotsji en op de Olympische Winterspelen 2018 in Pyeongchang.

## Carrière
Cox maakte haar wereldbekerdebuut op 14 januari 2010 in Deer Valley. Twee dagen later scoorde ze aldaar haar eerste wereldbekerpunten. Tijdens de Olympische Winterspelen van 2010 in Vancouver eindigde Cox als 23e op het onderdeel moguls. Op de wereldkampioenschappen freestyleskiën 2011 in Deer Valley eindigde de Australische als twaalfde op het onderdeel dual moguls en als zeventiende op het onderdeel moguls. In februari 2012 stond Cox in Deer Valley voor de eerste maal in haar carrière op het podium van een wereldbekerwedstrijd. In Voss nam ze deel aan de wereldkampioenschappen freestyleskiën 2013. Op dit toernooi eindigde ze als achtste op het onderdeel dual moguls en als tiende op het onderdeel moguls. Tijdens de Olympische Winterspelen van 2014 in Sotsji eindigde de Australische als vijfde op het onderdeel moguls.
Op de wereldkampioenschappen freestyleskiën 2015 in Kreischberg veroverde Cox de bronzen medaille op het onderdeel moguls, daarnaast eindigde ze als vijfde op het onderdeel dual moguls. Op 10 december 2016 boekte ze in Ruka haar eerste wereldbekerzege. Aan het eind van het seizoen 2016/2017 veroverde de Australische zowel de algemene wereldbeker als de wereldbeker op het onderdeel moguls. In de Spaanse Sierra Nevada nam Cox deel aan de wereldkampioenschappen freestyleskiën 2017. Op dit toernooi werd ze wereldkampioene op het onderdeel moguls, op het onderdeel dual moguls eindigde ze op de zevende plaats. Tijdens de Olympische Winterspelen van 2018 in Pyeongchang eindigde ze als vijfde op het onderdeel moguls.
Op de wereldkampioenschappen freestyleskiën 2019 in Park City eindigde de Australische als vijftiende op het onderdeel dual moguls en als twintigste op het onderdeel moguls.

## Resultaten

### Olympische Winterspelen
| Jaar | Plaats      | Resultaten |
| ---- | ----------- | ---------- |
| 2010 | Vancouver   | 23e Moguls |
| 2014 | Sotsji      | 5e Moguls  |
| 2018 | Pyeongchang | 5e Moguls  |

### Wereldkampioenschappen
| Jaar | Plaats        | Resultaten                 |
| ---- | ------------- | -------------------------- |
| 2011 | Deer Valley   | 12e Dual Moguls 17e Moguls |
| 2013 | Voss          | 8e Dual Moguls 10e Moguls  |
| 2015 | Kreischberg   | 5e Dual Moguls · Moguls    |
| 2017 | Sierra Nevada | 7e Dual Moguls · Moguls    |
| 2019 | Park City     | 15e Dual Moguls 20e Moguls |

### Wereldbeker
Eindklasseringen
| Seizoen   | Algm | MO    |
| --------- | ---- | ----- |
| 2009/2010 | 139e | 54e   |
| 2010/2011 | 99e  | 31e   |
| 2011/2012 | 77e  | 20e   |
| 2012/2013 | 80e  | 17e   |
| 2013/2014 | 75e  | 14e   |
| 2014/2015 | 57e  | 15e   |
| 2015/2016 | 73e  | 17e   |
| 2016/2017 | Goud | Goud  |
| 2017/2018 | 12e  | Brons |
| 2018/2019 | 71e  | 15e   |
| 2019/2020 | 109e | 20e   |

Wereldbekerzeges
| Datum            | Plaats      | Onderdeel   |
| ---------------- | ----------- | ----------- |
| 10 december 2016 | Ruka        | Moguls      |
| 13 januari 2017  | Lake Placid | Moguls      |
| 28 januari 2017  | Calgary     | Moguls      |
| 4 februari 2017  | Deer Valley | Dual Moguls |
| 11 februari 2017 | Pyeongchang | Moguls      |
| 18 februari 2017 | Tazawako    | Moguls      |
| 26 februari 2017 | Thaiwoo     | Dual Moguls |
| 9 december 2017  | Ruka        | Moguls      |
| 6 januari 2018   | Calgary     | Moguls      |